# Darío Ludovino Espínola
Darío Ludovino Espínola (Garuapé, 15 settembre 1973) è un allenatore di calcio ed ex calciatore paraguaiano naturalizzato argentino, di ruolo difensore, vice allenatore del Comunicaciones.
È soprannominato "Cafu" in onore dell'ex difensore brasiliano.

## Carriera
Dopo aver giocato per una stagione con l'Argentino de Quilmes, disputa diciassette campionati con l'Arsenal Sarandí per poi chiudere la carriera con un'annata al Defensa y Justicia.